# Bahía Vincennes
La bahía Vincennes es una gran bahía de la Antártida localizada entre el cabo Nutt y el cabo Folger. Con  forma de V y unos 105 kilómetros de ancho en su entrada, destaca por varios glaciares de gran tamaño que se extienden a lo largo de la costa Knox y la costa Budd. Fue fotografiada desde el aire por la Operación Highjump de la Armada de los Estados Unidos entre 1946 y 1947.
Los rompehielos de la Operación Windmill de la Marina de los EE. UU  ingresaron en la bahía en enero de 1948 y establecieron las estaciones en las islas Windmill en la parte NE de la bahía. Nombrado por el US-ACAN en memoria de la balandra de guerra USS Vincennes, buque insignia de la Expedición Wilkes, desde la cual se descubrieron y trazaron una serie de recaladas costeras a lo largo de Tierra de Wilkes durante enero-febrero de 1840. El mapa de Wilkes sugiere una posible recesión costera correspondiente estrechamente con los límites longitudinales de la bahía de Vincennes, aunque las condiciones del hielo a la deriva impidieron un reconocimiento cercano de la costa en esta área inmediata.

## Descripción
La bahía de Vincennes tiene forma triangular, 120 kilómetros de norte a sur y 150 kilómetros de este a oeste en su extremo norte, y por lo tanto cubre un área de aproximadamente 9.000 kilómetros cuadrados. Al este se encuentra la capa de hielo de Law Dome y la costa norte-sur de las islas Windmill, escenario de las bases antárticas Wilkes (Estados Unidos, 1957-59) y Casey (Australia, 1959-actualidad). La costa Knox forma el límite occidental de la bahía de Vincennes, donde la capa de hielo de la Antártida oriental termina en acantilados de hielo continuo. La costa sur de la bahía de Vincennes está marcada por los glaciares Vanderford y Adams. El glaciar Vanderford drena el hemisferio occidental del domo Law y junto con el glaciar Adams, drena la capa de hielo principal del este de la Antártida a través de la cuenca subglacial Aurora, una característica importante de la Antártida oriental. El banco de Petersen se encuentra en el lado este de la bahía y otro banco poco profundo se encuentra en el lado occidental; sin embargo, gran parte de la bahía de Vincennes se encuentra a más de 1000 metros bajo el nivel del mar.
La erosión glacial ha producido un canal glacial en la capa interior de aproximadamente 2100 metros de profundidad, y la mayor parte del área interna de la plataforma está formada por expuestas como se puede ver en los perfiles sísmicos. Los procesos de sedimentación marina glacial en la bahía se caracterizan por sedimentos siliciclásticos que predominan sobre los sedimentos biogénicos, incluso en los canales interiores profundos de la plataforma. La circulación del agua en la bahía implica un flujo hacia tierra en profundidad, lo que hace que el agua oceánica más cálida entre en contacto con la base del glaciar Vanderford. Esta agua se mezcla con agua de deshielo fresca y sedimentos glaciares suspendidos para formar un penacho flotante que se eleva y fluye hacia el mar bajo la plataforma de hielo.